# Премия Эрдёша
Премия Эрдёша — математическая премия, установленная венгерским еврейским математиком Палом Эрдёшем в 1977 году в честь своих родителей. После смерти Пала Эрдёша в 1996 году с целью более точного выражения его воли была переименована в Премию Анны и Лайоша Эрдёшей.
В настоящее время премию выдаёт Израильский Математический Союз. Премией награждаются израильские учёные, работающие в области математики или компьютерных наук, «с предпочтением кандидатам в возрасте до 40 лет».
Премия присуждается раз в 1 или 2 года.